# Danse Tyrolienne
Danse Tyrolienne è un cortometraggio del 1897 diretto da Constant Girel.
Catalogo Lumiere n° 31

## Trama
Germania, Colonia: Constant Girel riprende una coppia in costume tirolese mentre esegue una danza in un parco, accompagnati da un musicista.